# Армянское культурное наследие в Крыму

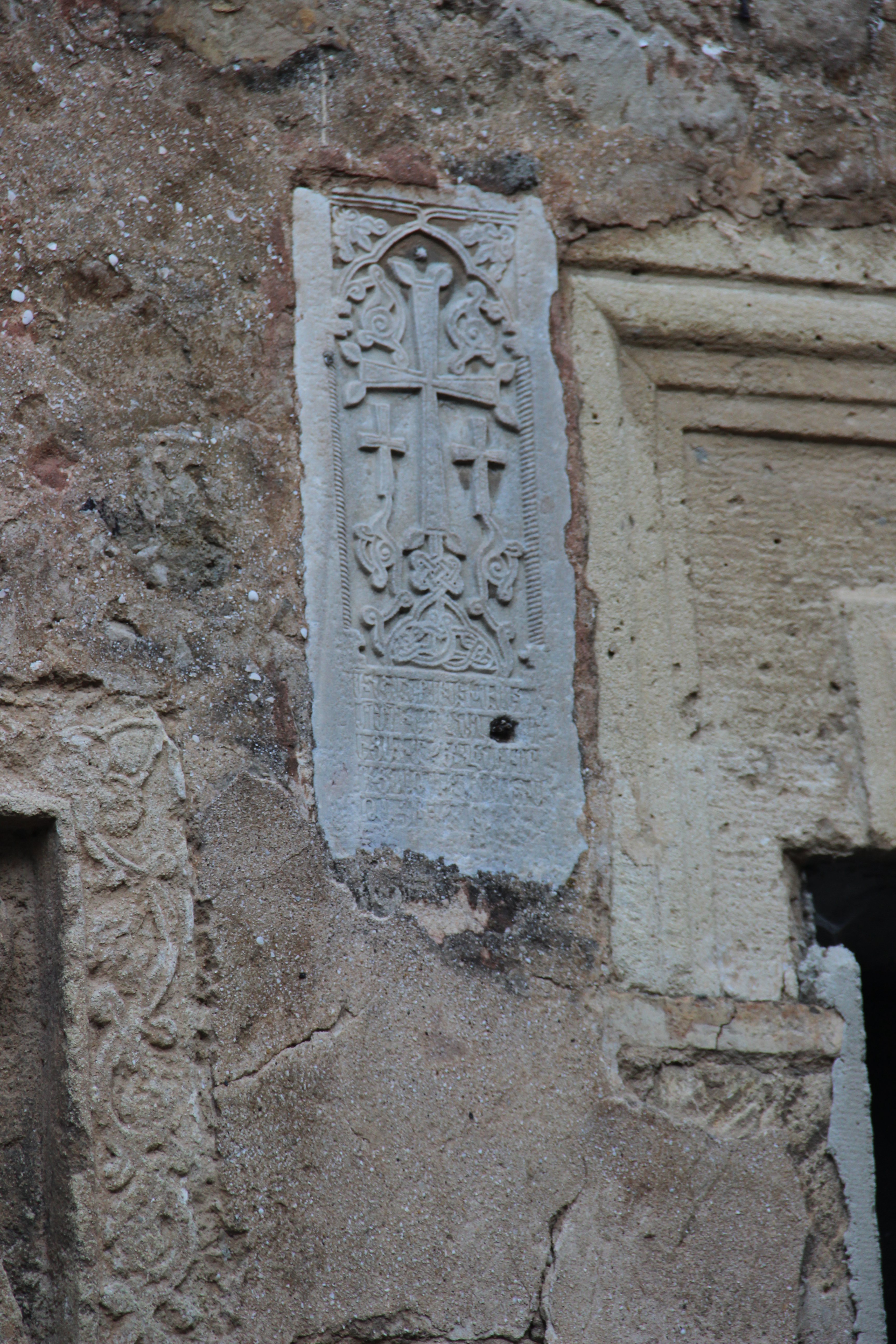
Хачкар на фронтоне церкви Сурб Саркис (Св. Сергия), Феодосия

Армя́нское культу́рное насле́дие в Крыму́ представлено большей частью средневековыми религиозными сооружениями. В связи с переселением большей части крымских армян на Нижний Дон, эти культовые сооружения были массово заброшены после 1778 года. Однако рост интереса археологов к данной теме значительно увеличил количество находок и существенно расширил географию поиска средневековых армянских памятников уже в начале XXI века. В период Российской империи в Крыму жил и творил известный российский художник армянского происхождения Иван Айвазовский.

## Церкви и монастыри
Армяне — в основном приверженцы Армянской апостольской церкви и Армянской католической церкви.
- Армянская апостольская церковь — одна из древнейших христианских церквей, имеющая ряд существенных особенностей в догматике и обряде, отличающих её как от византийского православия, так и римского католицизма. Относится к группе Древневосточных православных церквей. Является древнейшей государственной церковью в мире[2]. В богослужении использует армянский обряд.
- Армянская католическая церковь — одна из восточнокатолических церквей. Один из шести восточнокатолических патриархатов. По мнению её приверженцев церковь возникла в 1198 в Киликийской Армении в результате унии, заключённой между Римско-католической и Армянской апостольской церквами[3]. В богослужении также использует армянский обряд.

В Крыму армянские церкви действуют в Ялте, Феодосии и Евпатории. Наиболее известным монастырём является Сурб Хач (XIV век).
С начала XIV века армянские поселенцы развертывают в Крыму активную строительную деятельность. Согласно памятной записи одной армянской рукописи Крыма начала XIV века, уже в то время существовал близ Кафы армянский монастырь Гамчак, при котором была построена купольная церковь. В Кафе имелись армянские школы, десятки церквей, банки, торговые дома, караван-сараи, ремесленные цеха и др. Город был одним из духовных центров крымских армян, столь известным и важным, что в 1438 году кафским армянам было предложено послать своих представителей на Флорентийский вселенский собор. Вторым по многочисленности армянского населения городом после Кафы в XIV—XV веках был Сурхат. Имя Сурхат, вероятно, является искаженной формой названия армянского монастыря Сурб-Хач (Святой Крест), основанного в 1358 году в лесу недалеко от города Старый Крым. Там было много армянских церквей, школ, кварталов. Одно из крупных армянских поселений XII—XV веков находилось в Судаке. До последней четверти XV века вблизи монастыря Сурб-Хач существовал небольшой армянский город Казарат. Армянские князья держали там войска и на договорных началах защищали Кафу.
Общественная жизнь крымских армян особенно оживилась в конце XIX и начале XX века. В числе многих общественных организаций особенно заметна деятельность церковных попечительств, существовавших почти во всех армянских поселениях Крыма. Состоятельные армяне и церковь старались «поднять» нацию на уровень современной цивилизации, а также осуществить благотворительные мероприятия. Источником денежных и материальных средств попечительств были субсидии церкви, завещания, приношения.
В жизни таврических армян (как впрочем и других армянских колоний) деятельность церкви в силу ряда условий приобретала некоторую специфическую особенность. Перед предводителями армянских обществ открывались широкие возможности, помимо выполнения сугубо духовных обязанностей, вмешиваться в жизнь прихожан. Поэтому её деятельность в колониях в какой-то степени приобрела светский характер. С 1812 году в Крыму появилась должность наместника католикоса всех армян. Армянские церкви в Крыму входили в Нахичевано-Бессарабскую армяно-григорианскую епархию. В 1842 году наместник католикоса в Крыму уступил своё место главному попечителю крымских армянских церквей.
По сообщению «Гeогpaфичeско-стaтистичecкого cлoваpя Рoссийcкой Импepии» на 1865 год, на берегу Двуякорной бухты находились останки древней армянской церкви с армянскими письменами возле алтаря. Согласно ему же на восточном склоне горы Кара-Даг находятся развалины старинной армянской церкви, на территории которой имеется большое количество камней с армянскими надписями

## Светская архитектура
- Феодосийское халибовское училище

## Персоналии
- Айвазовский, Иван Константинович
- Айвазовский, Гавриил Константинович